# Робин Каннс
Робин Каннс (англ. Robin Cannes, урождённая Робин Люттенбергер (англ. Robin Luttenberger), род. 21 июля 1957, США) — американская порноактриса, лауреатка премии AVN Awards.

## Биография
Родилась 21 июля 1957 года в США. В порноиндустрии дебютировала в 1983 году, в возрасте около 26 лет.
Снималась для таких студий, как AVC, Caballero Home Video, CDI Home Video, Collector’s Video, Western Visuals и других.
В 1987 году получила AVN Awards в категории «лучшая парная сцена (фильм)» за роль в Wild Thing совместно с Джоном Лесли.
Ушла из индустрии в 1987 году, снявшись в 70 фильмах.

## Награды и номинации
| Год  | Церемония  | Результат | Номинация                   | Работа      |
| ---- | ---------- | --------- | --------------------------- | ----------- |
| 1987 | AVN Awards | Победа    | Лучшая парная сцена (фильм) | Wild Things |

## Избранная фильмография
- Wild Things
- Sex Wars
- Busty Wrestling Babes